# Haraldus Petri
Haraldus Petri, född i Vallerstads socken, död 31 januari 1597 i Vallerstads socken, var en svensk präst i Vallerstads församling.

## Biografi
Haraldus Petri var son till en bonde i Vallerstads socken. Han blev 1568 kyrkoherde i Vallerstads församling. Petri avled 31 januari 1597 i Vallerstads socken.

### Familj
Petri gift sig med Anna Nilsdotter (död 1641). Hon var dotter till en kyrkoherde Nicolaus Aeschilli i Normlösa församling. De fick tillsammans barnen domprosten Magnus Haraldi Wallerstadius (1574–1655) i Linköpings församling, studenten Nils Wallerstadius (1576–död omkring 1600) vid Uppsala universitet, rektorn Isaac Wallerstadius vid Norrköpings trivialskola, kyrkoherden Johannes Wallerius (1592–1653) i Vallerstads församling, Per Haraldsson (död 1603), Sara Wallerstadius, Sara Wallerstadius, Agnes Wallerstadius, Elisabeth Wallerstadius, Ramborg Wallerstadius och Margareta Wallerstadius. Efter Petris död gifte Anna Nilsdotter om sig med kyrkoherden Olaus Haquini i Vallerstads socken.